# Lawless – Die Gesetzlosen
Lawless – Die Gesetzlosen ist ein US-amerikanischer Spielfilm aus dem Jahr 2012 mit Tom Hardy, Shia LaBeouf und Mia Wasikowska in den Hauptrollen, das Drehbuch schrieb Nick Cave. Der Film wurde am 19. Mai 2012 auf dem Cannes Filmfestival uraufgeführt und kam im August 2012 ins Kino. In Cannes wurde er für die Goldene Palme nominiert. Der Film basiert auf dem Roman The Wettest County in the World von Matt Bondurant.

## Handlung
Im Jahre 1931, zwei Jahre vor dem Ende der Prohibitionsära, gehen die Bondurant-Brüder – Forrest, Howard und Jack – zusammen mit ihrem Freund Cricket Pate dem Geschäft der Schwarzbrennerei in Franklin County (Virginia), nach, indem sie ihre Tankstelle und Raststätte als Tarnung benutzen. Eines Tages ist Jack Augenzeuge, wie der mächtige Mobster Floyd Banner auf offener Straße zwei ATF-Agenten in ihrem Auto erschießt; daraufhin tauschen sie einen Blick aus, bevor Jack zur Tankstelle zurückkehrt, wo Forrest Maggie Beauford, eine Tänzerin aus Chicago, als neue Kellnerin angeheuert hat. Kurz darauf wird die Tankstelle von dem neu angekommenen Special Deputy Charley Rakes besucht, der im Auftrag von Mason Wardell, dem Bezirksstaatsanwalt von Virginia, Forrest informiert, dass er einen Anteil von dem illegalen Alkoholhandel verlange. Forrest weigert sich und droht, Rakes zu töten, wenn er zurückkehre. Daraufhin trifft sich Forrest mit den anderen Schwarzbrennern und überredet sie, sich ebenfalls gegen Rakes aufzulehnen; sie allerdings geben später dann doch der Einschüchterungstaktik von Rakes nach.
Währenddessen lernt Jack Bertha Minnix kennen, die Tochter des Predigers der Schwarzenau Brethren. Er besucht betrunken den Betsaal der Gemeinde, woraufhin Berthas Vater ihr verbietet, ihn weiterhin zu treffen. Später überfällt Rakes Crickets Haus, um die Destillationsanlagen zu finden und begegnet dabei Jack. Er schlägt Jack brutal zusammen, um seine Brüder damit einzuschüchtern. Forrest sagt daraufhin Jack, dass er lernen müsse, wie man kämpft. Forrest und Howard organisieren ein Treffen mit potenziellen Kunden aus Chicago, aber Howard betrinkt sich und verpasst den Termin. Es endet damit, dass Forrest mit Crickets Hilfe die beiden Männer verprügelt, als sie Maggie belästigen. Nachdem Cricket gegangen ist, kehren die Männer zurück, schneiden Forrest die Kehle auf und vergewaltigen Maggie.
Während Forrest sich in einem Krankenhaus erholt, beschließt Jack, mit Cricket nach Chicago zu fahren, um ihren verbleibenden Schnaps zu verkaufen. Dort angekommen, werden sie von ihren Kunden betrogen, aber Floyd Banner erkennt und rettet Jack. Banner weiß bereits von dem Angriff auf Forrest und kennt die Identitäten der beiden Täter. Er gibt Jack deren Adressen und sagt ihm, dass sie für Rakes arbeiten. Forrest und Howard finden, foltern und töten die Männer, um eine Warnung an Rakes zu senden. Banner hingegen wird ein Stammkunde der Brüder, die ihre Destillationsanlagen in den Wald verlagern und großen Gewinn machen. Das Geld ermöglicht Jack, weiter Bertha zu umwerben; Forrest und Maggie beginnen eine Beziehung, nachdem sie aus Sicherheitsgründen in die Tankstelle eingezogen ist, wobei sie ihm nicht sagt, dass sie vergewaltigt wurde.
Jack entschließt sich, Bertha die Destillationsanlage zu zeigen, dabei werden sie von Rakes und seinen Leuten überfallen, die ihnen gefolgt waren. Howard und Jack sind gezwungen, mit Bertha und Cricket vor Rakes Männern zu fliehen, allerdings wird Cricket gefangen und von Rakes ermordet.
Von Rachsucht wegen Crickets Tod getrieben, fährt Jack zu einer Straßensperre an einer Brücke, um Rakes entgegenzutreten. Howard und eine Schar weiterer Schwarzbrenner folgen ihm, um ihm zu helfen. Forrest schließt sich ihnen an, obwohl Maggie versucht, ihn davon abzuhalten, indem sie ihm sagt, dass sie es gewesen sei, die ihn ins Krankenhaus gebracht hatte. Forrest begreift, dass sie an jenem Abend auch angegriffen worden war, ohne ihm etwas davon zu sagen.
Jack tritt an der Straßensperre Rakes und den Männern um Sheriff Hodges allein gegenüber und wird sofort von Rakes angeschossen. Wenig später treffen auch Forrest und Howard an der Sperre ein. Es kommt zu einem Feuergefecht, bei dem auch Forrest getroffen wird. Mittlerweile sind auch die anderen Schwarzbrenner eingetroffen und die Situation droht völlig außer Kontrolle zu geraten. Hodges befiehlt deshalb, das Feuer einzustellen. Als Rakes auf die wehrlos am Boden liegenden Jack und Forrest feuern will, schießt Hodges ihm ins Bein. Rakes versucht zu fliehen und trifft den ihn verfolgenden Forrest erneut mit mehreren Schüssen. Trotz seiner Schusswunde setzt Jack Rakes nach und schießt ihn auf der Brücke nieder, bevor Howard ihm noch ein Messer in seinen Rücken rammt.
Nun, da Rakes tot ist, entscheiden die Bondurants, ihr Geld zu sparen und nach dem Ende der Prohibition ihren Lebensunterhalt legal zu verdienen. Im November 1940 sind Jack und Bertha, sowie Forrest und Maggie verheiratet, Howard hat eine Frau aus der Stadt geheiratet, Jack und Howard haben Kinder. Während eines Wiedersehens in Jacks Haus geht Forrest auf einen zugefrorenen See, bricht ins Eis ein und stirbt später an einer Lungenentzündung.

## Kritiken
„Der atmosphärische, in düsteren Farben gehaltene Film bemüht sich um eine realistische, stilistisch eigenwillige Darstellung der brutalen Epoche, kann sich aber nicht zwischen historischer Korrektheit und genrebewusstem Actionfilm entscheiden.“

„Die Helden kommen hier aus dem Hinterland der Bootlegger und Moonshiner, Agent Rakes aus Chicago, der Stadt Al Capones und Hauptstadt der Alkoholkriminalität. Eine kleine, aber effektive Verlagerung: Der professionelle, mondäne Verbrecher aus dem Norden, Urbild des amerikanischen Kinos, findet seine Hölle bei den Hinterwäldlern im alten Süden, die keinen Anstand haben, keinen Stil, keine Distanz. Sie sind hier die Helden, Helden des Drecks.“